# Infornografija
Infornografija je složenica od riječi "informacija" i "pornografija". Označava ovisnost ili opsesiju akvizicijom, manipulacijom i dijeljenjem informacija. 
Prema Lawrencu Engu, glavna ideja iza koncepta infornografije je da je u modernom društvu "informacija smatrana ne samo vrijednim komoditetom s praktičnog gledišta, već nečime što stvara gotovo seksualno uzbuđenje, za čime žudimo i što uživamo loviti jer je posebno i daje nam moć."
Izraz je populariziran kultnim cyberpunk anime serijalom Serial Experiments Lain (1998), jedanaesta epizoda kojeg je tako nazvana. Ideja se (bez eksplicitne upotrebe samog termina) uvelike primjenjuje u većini cyberpunk okruženja, gdje se informacija može smatrati valutom gotovo sama po sebi, ili skoro zasebnim svijetom.

## Infornografi
Ljudi koji "boluju" od infornografije su općenito ljudi koji uvelike uživaju u primanju, slanju, razmjeni i digitaliziranju informacija. Nerijetko im je nevažno o kakvim se informacijama radi i jesu li bitne ili trivijalne.

## Problemi i posljedice
Tehnologija omogućuje ljudima da stalno budu on-line, odnosno stalni pritok informacija, kojih ne manjka, što za posljedicu ima “gušenje” u informacijama i zanemarivanje off-line života. Javlja se pseudo-ADD, tj. umanjena sposobnost koncentracije, što za posljedicu ima izritiranost dugoročnim projektima, kao i negativan utjecaj na produktivnost, premda «ovisnici» imaju dojam da su zbog multi-taskinga produktivniji. Možda je i suvišno spomenuti da to znači ovisnost o tehnologiji, kao i neugodne posljedice kada ona nije dostupna. Može doći i do fizičke potrebe za informacijskim “fiksom”, slično kao s narkoticima, konstantni dotok informacija pruža stimulaciju, zadovoljstvo i bijeg.

## Budućnost
Iako tehnologija sama po sebi ne stvara ovisnost, ipak omogućuje stalni pristup informacijama, a to može dovesti do ovisnosti. Ipak, tehnologija je potrebna današnjoj civilizaciji, i vjerojatno će postajati sve potrebnijom, odnosno, ljudi sve ovisnijima. 
Infornografija, odnosno ovisnost o informacijama, trenutno ne predstavlja velik problem, no neizbježno se postavlja pitanje ne vodi li ta ovisnost nečemu opasnijem, tj. ekstremnijem od pomanjkanja koncentracije ili slabije produktivnosti ili zanemarivanja off-line života, pri čemu je teško izbjeći pesimistične prognoze o budućnosti odnosa čovjek-tehnologija kakve ispisuje primjerice Heidegger ili pak većina sci-fi/cyberpunk uradaka.

## Vanjske poveznice
- Data Disease, Tommy Bennett, The Phoenix
- The Lure of Data: Is It Addictive?, Matt Richtel, The New York Times (registracija mandatorna)